# VG-4.6
La Vía de Alta Capacidad Alto de Portela-Menduíña o Corredor de Morrazo es una vía para automóviles de la Junta de Galicia que transcurre entre Portela y Menduíña, diseñada como una carretera limitada a 90 km/h para ser una vía de corta distancia y de poca Intensidad media diaria (IMD). Cumplirán los estándares de doble calzada (autovía) y podría estar previstada en el futuro para la duplicación de la prolongación de la autovía de Morrazo (AG-46). La longitud de este tramo es de 2,41 kilómetros.
Forma parte del último tramo del corredor gallego de Morrazo (CG-4.1), este dicho corredor llega la final en Portela con el acceso al polígono industrial de Portela, y fue inaugurado en 2005 con todo el corredor gallego entre la autopista de peaje (AP-9) y Menduíña.

## Tramos
| Denominación | Tramo                            | Kilómetros | Año servicio |
| ------------ | -------------------------------- | ---------- | ------------ |
| VG-4.6       | CG-4.1 Portela - PO-315 Menduíña | 3          | 2005         |

## Salidas
| Velocidad | Esquema | Salida | Sentido Menduíña                                                                             | Carriles | Sentido Alto de Portela (CG-4.1) | Carretera      | Notas |
| --------- | ------- | ------ | -------------------------------------------------------------------------------------------- | -------- | --- | -------------- | ----- |
|           |         |        | Comienzo de Corredor de Morrazo VG-4.6 Procede de: CG-4.1 Alto de Portela                    |          | Fin de Corredor de Morrazo VG-4.6 Incorporación final CG-4.1 Dirección final: CG-4.1 VG-4.5 Cangas de Morrazo AG-46 Moaña E-1 AP-9 Vigo Pontevedra | CG-4.1         |       |
|           |         |        | viaducto Alto de Portela 140 metros                                                          |          | viaducto Alto de Portela 140 metros |                |       |
|           |         | 1      | políg. ind. Castiñeiras EP-1301 Beluso                                                       |          | políg. ind. Castiñeiras PO-551 Bueu | EP-1301 PO-551 |       |
|           |         |        | Fin de Corredor de Morrazo VG-4.6 Dirección final: PO-315 Aldán PO-315 cabo Udra Beluso Bueu |          | Inicio de Corredor de Morrazo VG-4.6 Procede de: PO-315 Menduíña                                                                                   | PO-315         |       |